# Mellersta vänstra Horqin
Mellersta vänstra Horqin är ett mongoliskt baner som lyder under Tongliaos stad på prefekturnivå i den autonoma regionen Inre Mongoliet i nordvästra Kina.